# Stéphan Roelants
Stéphan Roelants est un producteur luxembourgeois de films d'animation né en décembre 1965 à Mons en Belgique.

## Biographie
Né à Mons en décembre 1965, Stéphan Roelants a vécu pendant 17 ans à Colfontaine dans le Borinage. Après des études à l’Athénée Royal de Mons en section latin-math, il est étudiant à l’Université libre de Bruxelles en faculté de droit et en Journalisme.  En 1984 et 1985, il remporte plusieurs prix récompensant ses scénarios de bandes dessinées et quelques-unes de ses nouvelles. Fin des années 1980, il commence à s’intéresser au scénario de film avec un premier court métrage réalisé par Martin Declève, intitulé « Le Chant de la Sirène », primé au festival de Bruxelles. Il continuera l’écriture en Belgique et au Québec. 
En 1986, il est victime d’un grave accident de la route à Saint Josse où il est percuté par un chauffard alors qu’il traversait sur les passages piétons en sortant de l’université. Gravement blessé, il est paralysé pendant quelques mois. Il reprendra des études en sciences économiques appliquées à la FUCAM à Mons. 
Pendant ses études, Il fait plusieurs petits boulots dont photographe d’agence et dans l’événementiel cinéma.  Il fait également partie de l’équipe bénévole du Festival du Film Francophone de Namur et du festival du Film d’Amour pendant 7 ans.
En 1991, il intègre une société de production bruxelloise, Lipping SA. Il y écrit, réalise et assure la production exécutive d’une série de documentaires sur le patrimoine culturel et gastronomique belge.  Il quitte la Belgique pour l’Angleterre où il continue sa formation à Londres, chez FILMS, travaillant toujours dans la production cinématographique. 
Il écrit ensuite plusieurs scénarios pour des films institutionnels et documentaires. À la suite de deux films documentaires sur la seconde guerre mondiale se tournant au Luxembourg, il s’y installe en 1995 et deux ans plus tard il y fonde le Studio 352 et Melusine Productions. 
Depuis 1997, le Studio 352 occupe 40 personnes et participe à la fabrication de nombreuses séries et long métrage d’animation et documentaires jusqu’à ce jour. De 2000 à 2004, Le studio a eu des filiales à Paris, Seahorse productions et à Los Angeles, Neptoon Productions.
Melusine productions avec à son actif plus d’une vingtaine de long métrages produits et une trentaine de série jouit aujourd’hui d’une réputation internationale. Avec quatre nominations aux Oscars, deux nominations aux Golden Globes, six nominations aux César, dont deux César remportés, et une série de prix et de sélections, la société de productions continue de maintenir une ligne éditoriale basée sur des scénarios intelligents magnifiés par des graphismes originaux.
En dehors de ses activités professionnelles, Stephan Roelants écrits des recueils de nouvelles et des romans, les deux derniers sont Les Cendres des Dieux et Sang Sauvage publiés aux Editions Tribord. Il cosigne les scénarios de deux documentaires avec le réalisateur italien Fabrizio Maltese, Pistes de Sable et I Fiori Persi. Il coécrit le long métrage Poussière Rouge avec son vieil ami, le cinéaste sénégalais Moussa Touré. Depuis peu, il a repris l’activité de scénariste réalisateur de documentaires. Entre autres De la Nature au Geste, sur l’artisanat d’art au Luxembourg, Il est également Scénariste et réalisateur de la série documentaire Arte, Aux sources de la Fantasy, celle-ci est disponible sur Amazon Prime Vidéo. Actuellement, il est en écriture de plusieurs projets documentaires, dont une série de 4 films su intitulée Le Monstre, le Miroir Brisé.

## Scénario
- 2023 Le Cavalier. Long métrage fiction historique. En écriture
- 2022 La Ferme de l’Orme. Long Métrage Fiction. En écriture.
- 2020 Poussière Rouge avec Moussa Toure. Long Métrage Fiction. A_BAHN / Les Films du Crocodile.
- 2015 Extraordinary Tales. The Mask of the Red Death. Long Met. An. Melusine Productions 2015.
- 1991 Soupçon d’amertume 1991 Théâtre. Prod R. Houle LV Montréal.
- 1990 Le Chant de la Sirène 1990. Réal Martin Declève Court Métrage Fiction.
- 1988 Cadeau d’Edouard 1988 Court Métrage Fiction. Production A. P. Montréal.
- 1988-1991 Différents scénarios et adaptation Court Métrages.

## Scénario et réalisation Documentaires
- 2023 Artisanat d’art au Luxembourg. Documentaire 90 min. En concept.
- 2023 Maurice Zermatten, l’encre des sommets. 52 min. En écriture.
- 2023 L’épopée de l’art Urbain, Coréalisation avec Codex Urbanus. En développement.
- 2022 Les Monstres, Le Miroir brisé. Documentaire 90min. En écriture.
- Transcommunication Instrumentale, L’au-delà des mots. Melusine Productions.
- Norbert Ghisoland. 52 min, Melusine Productions, Joli Rideau.
- 2022 Aux Sources de la Fantasy. Série 4*26 min. Ecriture et réalisation. Cerigo Films. Arte-WDR.
- 2022 De la matière aux Gestes. Craft 3.0. Expo Esch 2022. Ecriture et réalisation.
- 2020 L’invitation,70 min, coécriture avec Fabrizio Maltese. Red Lion
- 2020 I Fiori Persi, 52min, coécriture avec Fabrizio Maltese. Joli Rideau.
- 2018 Eskal Turak, 52 min, Melusine Productions.
- 1992 Les Bières Belges. Lipping Productions, CBB 1991. Diffusion RTBF (séquences)
- 1993 Les Fromages Belges. Lipping Productions, PLB 1992 Diffusion RTBF (séquences)
- 1992 Vivre à Schaerbeeck, Lipping Productions, VdS 1992
- 1994 Patton In Luxembourg. M. Yale prod. YTV. 1994
- 1996 Brother No Fear, the 101st Airborne. YTV 1994.

Divers films institutionnels et Entreprises 

## Auteur Compositeur
- Beef : Before the end. (Auteur, co- Compositeur, Interprète sur Before the end).
- Beef : Forgegone Fools, (Auteur, co- Compositeur, Interprète)
- Barbarian Winter en collaboration avec François Decamps. (Auteur, co- Compositeur, Interprète)
- Minotaure : en collaboration avec Laurent Vichard. (Auteur Interprète). Inouïe.

## Filmographie
- 1997 : Le Monde fou de Tex Avery (1 épisode)
- 1999 : Sonic le Rebelle (1 épisode)
- 2000 : Sabrina (2 épisodes)
- 2000 : Kenny the Shark
- 2001 : Super Duper Sumos (1 épisode)
- 2001 : La Famille Passiflore (1 épisode)
- 2001-2002 : Mary-Kate et Ashley (4 épisodes)
- 2002 : Liberty's Kids: Est. 1776 (3 épisodes)
- 2006-2008 : Horseland : Bienvenue au ranch ! (6 épisodes)
- 2007 : iZ and the Zizzles
- 2007-2008 : Word World : Le Monde des mots (20 épisodes)
- 2009 : Panique au village
- 2010 : Allez raconte !
- 2012 : Vauban, la sueur épargne le sang
- 2012 : Ernest et Célestine
- 2012 : Le Jour des corneilles
- 2012 : The Fall of the House of Usher
- 2013 : Le Congrès
- 2013 : Extraordinary Tales
- 2013 : The Travels of the Young Marco Polo (26 épisodes)
- 2013 : Ma maman est en Amérique, elle a rencontré Buffalo Bill
- 2013 : Tante Hilda !
- 2014 : Les Triplés
- 2014 : The Facts in the Case of M. Valdemar
- 2014 : Le Chant de la mer
- 2016 : Mullewapp - Eine schöne Schweinerei
- 2016 : Ethel et Ernest
- 2017 : Le Voyage de Ricky
- 2017 : Parvana, une enfance en Afghanistan
- 2017 : Ernest et Célestine, la collection
- 2019 : Zero Impunity
- 2019 : California Dreaming
- 2019 : Les Hirondelles de Kaboul
- 2019 : Le Voyage du prince
- 2020 : Le Peuple Loup / WolfWalkers
- 2022 : Le Sommet des Dieux
- 2023 : Le Royaume de Kensuke